# Hammond Ciesar All-Americans
Los Hammond Ciesar All-Americans, previamente conocidos como Whiting Ciesar All-Americans, fueron un equipo de baloncesto que jugó en la National Basketball League (NBL), competición antecesora de la actual NBA, con sede en la ciudad de Hammond (Indiana). Fue fundado en 1936.

## NBL
Los Whiting Ciesar All-Americans fueron fundados por Eddie Ciesar, un comerciante de automóviles de Chrysler-Plymouth de Indiana. A la hora de formar la plantilla, Ciesar fichó a varios jugadores de Chicago, como Bill Haarlow, Joseph Reiff y Vince McGowan. En 1936, el equipo se unió a la Midwest Basketball Conference, donde finalizó en la tercera plaza de la División Oeste con un balance de tres victorias y cinco derrotas. 
Al año siguiente, la MBC cambió su nombre a National Basketball League, y los Whiting firmaron un notable récord de 12 victorias y 3 derrotas, finalizando en la segunda posición del Oeste. En playoffs fueron eliminados a las primeras de cambio por los Oshkosh All-Stars en dos partidos. John Wooden, futuro miembro del Basketball Hall of Fame, fue el segundo máximo anotador de la temporada con un promedio de 10,7 puntos por partido, y Vince McGowan fue quinto con 9,6 puntos, siendo ambos jugadores elegidos para disputar el All-Star.
Para la temporada 1938-39, Ciesar trasladó el equipo a Hammond (Indiana). Con el nuevo nombre de Hammond Ciesar All-Americans, el equipo perdió 13 de sus primeros 14 partidos, y Ciesar traspasó a Wooden a los Indianapolis Kautskys a cambio de Bob Kessler. El cambio no dio resultado y los All-Americans finalizaron la temporada en el último lugar del Oeste, con 4 victorias y 24 derrotas. La siguiente campaña fue similar, ocupando el farolillo rojo de la liga con 9 victorias y 19 derrotas. En la temporada 1940-41, la NBL se redujo a una sola división, y los All-Americans no mejoraron su puesto, logrando únicamente 6 victorias en 24 encuentros. Tras tres nefastos años, el propio Ciesar disolvió el equipo.

### Trayectoria
Nota: G: Partidos ganados P:Partidos perdidos 
| Temporada | Liga | G  | P  | %    | Posición | División       | Play-offs             |
| --------- | ---- | -- | -- | ---- | -------- | -------------- | --------------------- |
| 1936-37   | MBC  | 3  | 5  | .375 | 3º       | División Oeste | No se clasificó       |
| 1937-38   | NBL  | 12 | 3  | .800 | 2º       | División Oeste | Pierde en Semifinales |
| 1938-39   | NBL  | 4  | 24 | .143 | 4º       | División Oeste | No se clasificó       |
| 1939-40   | NBL  | 9  | 19 | .321 | 4º       | División Oeste | No se clasificó       |
| 1940-41   | NBL  | 6  | 18 | .250 | 7º       | Grupo único    | No se clasificó       |